# Amphineurus (Nesormosia) fatuus
Amphineurus (Nesormosia) fatuus is een tweevleugelige uit de familie steltmuggen (Limoniidae). De soort komt voor in het Australaziatisch gebied.